# Listă de monumente din județul Vrancea
- Mausoleul de la Mărășești
- Statuia generalului Alexandr Suvorov din Dragosloveni
- Hrubele din Panciu -